# Neoperla hermosa
Neoperla hermosa är en bäcksländeart som beskrevs av Banks 1924. Neoperla hermosa ingår i släktet Neoperla och familjen jättebäcksländor. Inga underarter finns listade i Catalogue of Life.